# Saison 4 de Chair de poule
Chronologie
Saison 3
Cet article présente le guide des épisodes de la quatrième saison de la série télévisée Chair de poule (Goosebumps).

## Épisode 1:La Tête réduite - Partie 1
- États-Unis : 14 septembre 1998 sur Fox Kids
- France : 21 décembre 1998 sur France 2

- Daniel Clark : Mark Rowe
- Barbara Radecki : Alice Rowe
- Paul Eves : Ed
- Dixie Seatle : Tante Benna
- Fred Lee : Homme Poulet
- George Chiang : Jimmy Lo
- Beki Lantos : Kareen Hawlings
- Laura Press : Dr. Carolyn Hawlings
- Richard Fitzpatrick : Dr. Richard Hawlings

- Cet épisode est l'adaptation du roman Comment ma tête a rétréci de la collection de livres Chair de poule.
- On remarque que le titre du roman ne fut pas gardé pour l'épisode télévisé, bien qu'il convienne pour les deux. En revanche, le titre américain est resté le même.

## Épisode 2:La Tête réduite - Partie 2
- États-Unis : 21 septembre 1998 sur Fox Kids
- France : 22 décembre 1998 sur France 2

- Daniel Clark : Mark Rowe
- Barbara Radecki : Alice Rowe
- Paul Eves : Ed
- Dixie Seatle : Tante Benna
- Fred Lee : Homme Poulet
- George Chiang : Jimmy Lo
- Beki Lantos : Kareen Hawlings
- Laura Press : Dr. Carolyn Hawlings
- Richard Fitzpatrick : Dr. Richard Hawlings

## Épisode 3:Le Fantôme d’à côté - Partie 1
- États-Unis : 28 septembre 1998 sur Fox Kids
- France : 28 décembre 1998 sur France 2

- Nicole Dicker : Hannah Fairchild
- Cole Jones : Danny Anderson
- Neil Crone : M. Chesney
- J.Adam Brown : Alan
- Dov Tiefenbach : Fred

- Cet épisode est l'adaptation du roman éponyme Le Fantôme d'à côté de la collection de livres Chair de poule.
- Quelques différences sont à noter entre le livre et son adaptation télévisée. Tout d'abord, certaines scènes ne sont pas tout à fait les mêmes. Aussi, dans l'épisode télévisé, c’est Hannah qui est rouquine et Dany qui est blond. De plus, Dany a emménagé depuis peu dans la série alors qu'il habite la maison d'à côté depuis plus longtemps dans le livre. On peut également noter que le fantôme est mort il y a trois ans dans l'épisode, contre cinq ans dans le livre. La famille d’Anna n’apparaît qu’à la fin de l'épisode, contrairement au livre. En outre, Monsieur Chesney n'est pas colérique dans l'adaptation télévisuelle. Anna est dans la série une pianiste, ce n'est pas le cas dans le roman mais cela a de l'importance pour la scène finale. Enfin, certains personnages secondaires (Madame Quentin et Monsieur Harper) n’apparaissent pas dans l'épisode.

## Épisode 4:Le Fantôme d’à côté - Partie 2
- États-Unis : 29 septembre 1998 sur Fox Kids
- France : 29 décembre 1998 sur France 2

- Nicole Dicker : Hannah Fairchild
- Cole Jones : Danny Anderson
- Neil Crone : M. Chesney
- J.Adam Brown : Alan
- Dov Tiefenbach : Fred

## Épisode 5:Le Miaulement du chat - Partie 1
- États-Unis : 31 octobre 1998 sur Fox Kids
- France : 1er janvier 1999 sur France 2

- Hamille Rustia : Allison Rogers
- Corey Sevier : Ryan
- Arthur Eng : Larry Graham
- Padraigin Murphy : Crystal
- Christine Brubaker : Marta
- Fiona Highet : Jill
- Diana Salvatore : Eve
- Kate Hennig : La mère de Crystal

- Cet épisode est l'adaptation du roman Danger, chat méchant ! de la collection de livres Chair de poule.
- On remarque donc que le titre français du livre et le titre français de l'épisode ne sont pas les mêmes bien qu'il s'agisse évidemment de la même histoire. L'épisode a été doublé en français avant la sortie du livre en France. Aux États-Unis par contre, le même titre fut utilisé pour le livre et l'adaptation télévisuelle.
- On peut noter quelques différences entre le roman et son adaptation télévisée : dans le livre, Allison est une fille ordinaire alors qu'elle est actrice dans l'épisode télévisé. De plus, lorsqu'elle écrase le chat, il est décapité dans le roman alors que dans l'épisode il est simplement renversé.

## Épisode 6:Le Miaulement du chat - Partie 2
- États-Unis : 31 octobre 1998 sur Fox Kids
- France : 2 janvier 1999 sur France 2

- Hamille Rustia : Allison Rogers
- Corey Sevier : Ryan
- Arthur Eng : Larry Graham
- Padraigin Murphy : Crystal
- Christine Brubaker : Marta
- Fiona Highet : Jill
- Diana Salvatore : Eve
- Kate Hennig : La mère de Crystal

## Épisode 7:L'Île des hommes-poissons - Partie 1
- États-Unis : 16 novembre 1998
- France : 9 janvier 1999 sur France 2

- Laura Vandervoort : Sheena Deep
- Tod Fennell : Billy Deep
- Paul Miller : le professeur Harold Deep
- Mark Ellis : Jake Ritter
- Alex Fallis : Tête de poisson
- Jason McSkimming : Luis Ferrara

- Le livre original qui a été adapté pour cet épisode en deux parties s'intitule Deep Trouble II. Celui-ci ne fut jamais édité en France. Néanmoins, il existe une version francophone puisque le livre a été traduit et édité au Québec par Les Éditions Héritage sous le nom Terreur dans le récif II.
- On remarque que le titre original de cet épisode est également le titre d'un livre de la collection, traduit en français sous le nom Baignade interdite. Or, malgré le titre original de l'épisode, c'est bien de l'adaptation du second livre dont il s'agit ici ; le premier n'ayant jamais bénéficié d'une adaptation télévisée.

## Épisode 8:L'Île des hommes-poissons - Partie 2
- États-Unis : 16 novembre 1998 sur Fox Kids
- France : 9 janvier 1999 sur France 2

- Laura Vandervoort : Sheena Deep
- Tod Fennell : Billy Deep
- Paul Miller : le professeur Harold Deep
- Mark Ellis : Jake Ritter
- Alex Fallis : Tête de poisson
- Jason McSkimming : Luis Ferrara